# Feliks Stasica
Józef Mieczysław Stasica (w zakonie: Feliks, ur. 11 kwietnia 1934 w Radziechowach, zm. 7 stycznia 1991) – polski duchowny katolicki, franciszkanin, prowincjał Prowincji Krakowskiej tego zakonu.
Był synem Władysława i Joanny Juraszko. Studiował w Krakowie (1952-1958). Profesję zakonną złożył 16 września 1950, profesję wieczystą (solemnę) 4 października 1955, a święcenia kapłańskie przyjął 21 grudnia 1957. 5 sierpnia 1983 został wybrany na prowincjała na kapitule prowincjalnej w Krakowie. Początkowo pracował w Szklarskiej Porębie (był tam katechetą). Potem był wikariuszem w Głogówku, Legnicy, Wrocławiu i Wleniu, gdzie prowadził również katechezę. W 1968 został gwardianem i proboszczem w Pieńsku. Od 1974 do 1977 był wikariuszem prowincji krakowskiej franciszkanów, następnie gwardianem w Lwówku Śląskim, a potem wybrano go na prowincjała. Funkcję tę pełnił do 1989, a następne lata działał na terenie Niemiec (Ratingen i Glessen – dzielnicy Bergheim). Rozwijał misje w Ameryce Południowej. Zainicjował działalność Ośrodka św. Maksymiliana w Harmężach.